# Bộ Cá vây chân

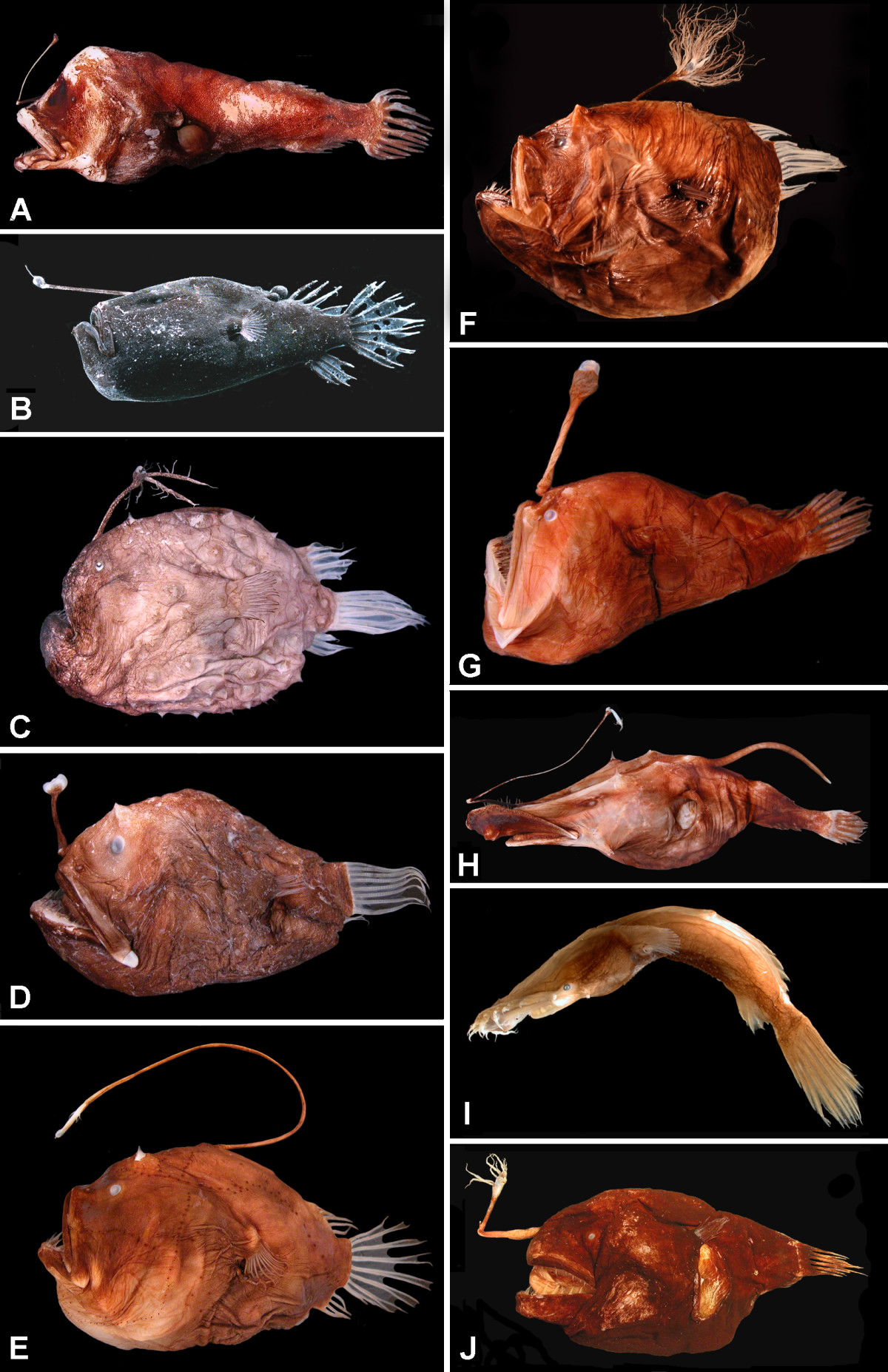
(A) Centrophryne spinulosa, 136 mm SL
(B) Cryptopsaras couesii, 34.5 mm SL
(C) Himantolophus appelii, 124 mm SL
(D) Diceratias trilobus, 86 mm SL
(E) Bufoceratias wedli, 96 mm SL
(F) Bufoceratias shaoi, 101 mm SL
(G) Melanocetus eustales, 93 mm SL
(H) Lasiognathus amphirhamphus, 157 mm SL
(I) Thaumatichthys binghami, 83 mm SL
(J) Chaenophryne quasiramifera, 157 mm SL.

Bộ Cá vây chân (danh pháp khoa học: Lophiiformes/ˌlɒfiːəˈfɔːrmiːz/) là một bộ cá xương thật (Teleostei). Trong tiếng Anh chúng được gọi là anglerfish - nghĩa là "cá cần câu", theo kiểu săn mồi đặc trưng của chúng, trong đó một mấu thịt phát triển từ đầu cá (gọi là esca - một cơ quan phát sáng) nằm ở đầu của tia vây lưng bị biến đổi gọi là illicium (nghĩa là "cần câu") hoạt động như mồi câu.
Cá vây chân đáng chú ý ở chỗ chúng có dị hình giới tính tột bậc ở phân bộ Ceratioidei, và ký sinh giới tính ở cá đực. Trong các loài cá này, con đực có thể nhỏ hơn con cái rất nhiều lần.
Chúng là cá biển xuất hiện trên khắp thế giới, một số là cá biển khơi, số khác là cá đáy, trong khi một số sống ở vùng biển sâu (ví dụ, họ Ceratiidae), một số khác trên thềm lục địa (ví dụ, các họ Antennariidae và Lophiidae). Các dạng cá biển khơi chủ yếu có thân hình dẹp bên (bị nén ngang), trong khi các dạng cá đáy thường là dẹp mạnh theo chiều lưng - bụng (bị nén xuống), thường là với miệng lớn và hướng lên trên.
Hiện tại, người ta ghi nhận 358 loài xếp trong 72 chi thuộc về bộ cá này.

## Tiến hóa
Nghiên cứu phát sinh chủng loài bộ gen ti thể gợi ý rằng cá vây chân đã đa dạng trong một khoảng thời gian ngắn từ đầu tới giữa kỷ Creta, vào khoảng 130-100 Ma.
Có màu sắc trong khoảng từ xám sẫm tới nâu sẫm, những loài cá ăn thịt này có đầu to để lộ cái miệng to hình trăng lưỡi liềm chứa đầy những chiếc răng dài gióng như răng nanh và cong ngược vào trong, có lẽ là cơ chế thích nghi để giữ chặt con mồi. Chúng có chiều dài từ 8,9 cm (3,5 in) tới trên 1 m (3 ft), với trọng lượng lên tới 45 kg (100 lb)

## Phân loại
FishBase, Nelson, và Pietsch liệt kê 18 họ, nhưng ITIS chỉ liệt kê 16 họ. Các đơn vị phân loại sau đây đã được sắp xếp để cho thấy mối quan hệ tiến hóa của chúng.
- Phân bộ Lophioidei
  - Lophiidae (cá vây chân, cá nhái)
- Phân bộ Antennarioidei
  - Antennariidae (cá lưỡi dong)
  - Tetrabrachiidae (four-armed frogfishes)[9]
  - Brachionichthyidae (handfishes)
  - Lophichthyidae (đơn loài: cá nhái Boschma — Lophichthys boschmai)[9]
- Phân bộ Chaunacoidei
  - Chaunacidae (cá lưỡi dong một gai)
- Phân bộ Ogcocephaloidei
  - Ogcocephalidae (cá lưỡi dong dơi)
- Phân bộ Ceratioidei (các họ cá biển sâu)[3]
  - Centrophrynidae (prickly seadevils, đơn loài Centrophryne spinulosa)
  - Ceratiidae (warty seadevils)
  - Himantolophidae (footballfishes)
  - Diceratiidae (doublespine seadevils)
  - Melanocetidae (black seadevils)
  - Thaumatichthyidae (wolf-trap seadevils)
  - Oneirodidae (dreamers)
  - Caulophrynidae (fanfin seadevils)
  - Neoceratiidae (needlebeard seadevil, đơn loài (Neoceratias spinifer))
  - Gigantactinidae (whipnose seadevils)
  - Linophrynidae (leftvent seadevils)

## Cá thực phẩm
Một họ là Lophiidae được sự quan tâm ở quy mô thương mại trong nghề cá ở tây bắc châu Âu, đông Bắc Mỹ, châu Phi và Đông Á. Tại châu Âu và Bắc Mỹ, thịt đuôi các loài cá thuộc chi Lophius, được biết đến trong tiếng Anh như là goosefish (nghĩa là cá ngỗng), được sử dụng rộng rãi trong nấu ăn, và nó thường được so sánh với đuôi tôm hùm về vị và độ chắc của thịt. Tại châu Á, đặc biệt tại Hàn Quốc và Nhật Bản, gan cá nhái, được biết đến như là ankimo (鮟肝) được coi là đặc sản. Nó được xếp hạng thứ 32 trong danh sách World's 50 most delicious foods (50 món ngon nhất thế giới) do CNN Go lập năm 2011.